# Eutelia biannulata
Eutelia biannulata là một loài bướm đêm trong họ Noctuidae.